# Сторожевое (Липецкая область)
Сторожево́е — село Усманского района Липецкой области. Административный центр Сторожевского сельсовета.
Находится на левом берегу реки Усмани.
В 1651 году вблизи Татарского вала Белгородской черты образовалась слобода. Строитель Усмани воевода С, М, Вельяминов в 1646 году отмежевал по правому берегу реки, в излучине ее, между началом вала и буераком Крутым, двадцать усадебных мест для будущего поколения сторожевых казаков. На пашню казакам приписано по 50 четвертей дикого поля от вала до земли Стрелецкой слободы, под покосы отводились луга по речке. Казаки должны были нести караульную службу на валу.
Только в 1651 году воеводою И. М. Волконским-Хромым были «прибраны» и поселены 37 сторожевых казаков, конных и пеших, с пищалями и рогатинами. Казаки должны были нести кара¬ульную службу на валу.
. В 1651 году вблизи вала поселены слободою 32 конных и 5 пеших сторожевых казаков, "с пищалями и с цогатинаки, и со всякими бои”. Земля под пашню отведена была им смежно с землей Стрелецкой слободы, а сенокосы по Излегощинской россоши, по реке Усмани до верховья и в степи "по дубравам и пикам" до речки Байгоры и по речке Малой Усманке. Впоследствии .паки жаловались, что "им от татарского прихода жить близко валу грашно. А как бывает сполошное время и жены их и дети прибегают и город, а домы свои мечут пусты, от татар ухорониться негде". В мице 80-х годов казаки, входившие в приход соборной усманской церкви, построили свою Архангельскую церковь и стали именоваться селом. К этому времени у них насчитывалось уже 42 двора.Деревня Отрожки. При новоприборке 1651 года вблизи села Де-мшина по Демшиным отрогам поселены деревней 24 двора детей! боярских. Приходом они вошли в село Демшино. Сенокос отведен по| р. Излегоще и дополнительно за валом в Частых кустах до Идемски: березняков.
Уже вскоре после поселения слободы, в авгу¬сте 1652 года, полчища татар, обманув бдительность дозорных, про¬рвались ночью вал, учинив разгром Усманского посада. В 1680 году для усиления охраны вала представителем Москвы был выдвинут проект поселить за рекою против Сторожевской слободы новую слободу или добавить к старой лишних людей.
Но местные сторожилы были против этих предложений, грозивших утеснением их земельных угодий. В конце 80-х годов сторожевские казаки, состоявшие дотоле в приходе городской церкви, вы¬строили собственную, Архангельскую церковь, и слобода стала с тех пор именоваться селом. Казаков в это время было уже 42 двора. Хотя поначалу все казаки имели равные наделы земли и прочих угодий, но далеко не одинаковы были их достатки. Из общей среды выделялись более зажиточные, как, например, некий В.Рагозин, уже в 50-х годах торговавший в городе солью. В 1862 году в Сторожевом уже насчиты¬валось 359 дворов с населением 2607 человек.
В XVIII веке из Сторожевого переселились несколько жителей; они основали село Сторожевские Хутора.
В 1855 году в селе «тщанием прихожан» была построена каменная церковь. Храм считался главным, «при ней в селе Красном Архангельская церковь деревянная, приписная». Михайло-Архангельский храм с. Сторожевого был разрушен в первой половине XX в. На месте разрушенной церкви 24 ноября 2001 года был установлен крест, а рядом построили новый храм.
1859-1873 годы

86 год - Сторожевое, село бывшее государственное, при речке Усманке, дворов 449, жителей 2594, церковь православная, 2 лавки (одна скобяная лавка).

## Население
| 2010 | 2011  |
| ---- | ----- |
| 1247 | →1247 |